# Teatr Kolejarza w Krakowie
Teatr Kolejarza w Krakowie – teatr amatorski działający w latach 1945–1996.

## Historia
Teatr powstał z inicjatywy pracownika Wojewódzkiej Rady Narodowej Eugeniusza Białek-Załuckiego. Do grupy założycieli należeli: Władysław Rząca, Marian Zajączkowski, Władysław Drozdowski, Marian Klęczek i Władysław Mucha. Pierwsze przedstawienie miało miejsce 18 sierpnia 1945 roku. Wystawiono „Ojcowiznę” Franciszka Dominika. Podczas premiery w lokalu miała być zainstalowana tylko elektryczność, a widzowie musieli przynosić własne krzesła i ławki.
Podczas wystawy historycznej teatru krakowskiego zorganizowanej z okazji Dni Krakowa w 1949 roku pokazano również eksponaty związane z Teatrem Kolejarza.
Do 1970 roku odbyły się 93 premiery, blisko 4 tys. przedstawień, w których uczestniczyło 600 tys. widzów. W 1989 roku, gdy teatr został zamknięty, w prasie podano, że na przestrzeni 40 lat istnienia teatru miało miejsce 130 premier, w tym ponad 5 tysięcy spektakli, które obejrzało około 2 mln widzów. Teatr był teatrem amatorskim, ale nie korzystał z dotacji ani wsparcia sponsorów. Dochody ze sprzedaży biletów wystarczały na pokrycie kosztów utrzymania teatru (prąd, czynsz, szatniarz).
Teatr działał przy ulicy Bocheńskiej 7, w budynku zajmowanym przed II wojną światową przez Teatr Żydowski. W 1987 roku po kontroli straży pożarnej okazało się, że budynek nie spełnia norm bezpieczeństwa. Kontrolę przeprowadzono po pożarze Teatru Powszechnego w Warszawie. Pomimo zamkniecie budynku zespół nadal przygotowywał spektakle występując gościnnie (choć nieregularnie) w Domu Kolejarza przy ulicy Filipa 6. Próbowano szukać środków na remont budynku przy ul. Bocheńskiej. Prowadzono rozmowy z Igloopolem, Urzędem Miasta Krakowa czy też Spółdzielnią Mieszkaniową, która była właścicielem budynku.
Ostatni spektakl Teatru Kolejarza miał miejsce na scenie Domu Kultury Kolejarza w 1996 roku. Była to „Pętla” Marka Hłaski.

## Repertuar
Na repertuar składały się głównie komedie, farsy, krotochwile, operetki, komedie muzyczne, baśnie muzyczne czy wodewile. Wśród nich znalazły się sztuki pokazujące folklor Krakowa Konstantego Krumlowskiego (Królowa przedmieścia, Białe fartuszki, Śluby dębnickie i Szalona księżna) oraz Stefana Turskiego (Lola z Ludwinowa, Wojna z babami, Krowoderskie zuchy, Synowa ze suteren). Inne: M. Bałuckiego „Dom otwarty”, Anny Świrszczyńskiej „Trzy kobiety i ja”.

## Aktorzy i współpracownicy
Aktorzy byli amatorami. W tygodniu, po pracy uczestniczyli w 4–5 próbach, a w sobotę i niedzielę grali w spektaklach. W 1970 roku w 50-osobowym zespole: kierownik artystyczny  Eugeniusz Białek-Załucki i kierownik literacki dr Antoni Brayer byli rencistami, kierownik muzyczny A. Krajewski (pseudonim Adolfa Cieśli) pracował jako inżynier, A. Bogdanowicz (scenografka) pracowała w KDK, a aktorzy: Kazimiera Skalska pracowała chałupniczo, Zenon Kizlich w biurze RSW Prasa, R. Bromowicz w biurze jako pracownik umysłowy PKP, A. Szelest jako ślusarz (chociaż zaczynał jako bileter), S. Sukiennik pracował w NBP, B. Jaskółska w Biprostalu, S. Popielak w MPK, F. Tobola w administracji TV. Kierownik techniczny Jan Bułka w teatrze był także stolarzem, malarzem i tapicerem. Kostiumy na przedstawienia wypożyczał Teatr Słowackiego.
W 1984 roku zespół liczył 36 osób, w tym 4 elektryków, 4 emerytów i 7 kolejarzy.

## Nagrody
- 1953: II miejsce na Centralnych Eliminacjach Zespołów Amatorskich w Warszawie za Fircyka w zalotach[11], którego reżyserem był Józef Karbowski[12].
- W grudniu 1955 z okazji 10-lecia istnienia teatr został odznaczony Złotym Krzyżem Zasługi[13].
- W 1970 roku z okazji obchodów 25-lecia istnienia teatru Odznaki Zasłużonego Działacza Kultury od Ministra Kultury i Sztuki otrzymali: Eugeniusz Białek-Załucki, Kazimiera Skalska, J. Katarzyński, Złote Odznaki Ziemi Krakowskiej otrzymali: Teatr Kolejarza ZZK, J. Katarzyński, Jan Niźiński (senior) i J. Szymanowicz, a srebrne Zenon Kizlich i K. Popielak[4].
- W 1976 roku z okazji obchodów 30-lecia istnienia teatru Krzyż Kawalerski Orderu Odrodzenia Polski otrzymał Eugeniusz Białek-Załucki, Złote Krzyże Zasługi Jan Bułka i Zenon Kizlich, Srebrne Krzyże Zasługi Kazimiera Skalska, Jan Niziński, Marta Senowska i Czesław Dąbrowski oraz dyplom uznania dla teatru od ministra kultury i sztuki, dyplom od ZG ZZPK za całokształt działalności artystycznej i upowszechnianie amatorskiego ruchu teatralnego, puchar i dyplom KRZZ[14].

## Dyrektorzy
- Władysław Drozdowski[1]
- Marian Zajączkowski (do 1969)[15][1]
- Jan Katarzyński[15][1] pełnił też funkcję kierownika administracyjnego Szpitala Kolejowego w Krakowie[2]
- Halina Bułka[15] w tygodniu pracowała jako referendarz[10]
- Małgorzata Grych[15]